# Hydrophorus diminuatus
Hydrophorus diminuatus är en tvåvingeart som beskrevs av Becker 1922. Hydrophorus diminuatus ingår i släktet Hydrophorus och familjen styltflugor. Inga underarter finns listade i Catalogue of Life.